# Eriogonum scopulorum
Eriogonum scopulorum är en slideväxtart som beskrevs av James Lauritz Reveal. Eriogonum scopulorum ingår i släktet Eriogonum och familjen slideväxter. Inga underarter finns listade i Catalogue of Life.